# 베를린 카로역
베를린 카로역(Bahnhof Berlin-Karow)은 베를린 팡코구의 카로에 위치한 철도역이다. S반 승강장에는 베를린 S반의 S2 노선의 열차 및 니더바르님 철도의 RE 열차가 정차한다. 열차선에는 별도의 승강장이 없다.

## 역사
1882년 11월 15일 베를린-슈체친선 개통 당시에 카로(Carow)역이 개업했다. 개통 초기에는 베를린과 베르나우 간 근교선 열차가 운행했다. 1901년에 현재의 이름인 카로(Karow)로 개칭되었다. 1911년부터 1916년까지 복복선화 공사가 진행되었다. 승강장 외에도 새로운 장거리 열차선이 건설되어 근교선과 장거리선 영업이 분리되었다. 1924년 8월 8일에는 근교선이 전철화되었다.
제2차 세계 대전 시기에는 베를린 화물 외곽순환선이 건설되었고 카로역 일대에서 슈체친선과의 연결선이 건설되었다. 노선의 서부 구간은 지어지지 않았다. 제2차 세계 대전 이후 소련에 전쟁 배상으로 근교선과 장거리선의 각각 복선 궤도의 서쪽 궤도가 철거되었다. 화물 외곽순환선은 철거되었다가 1949년에 재건설되었다. 1950년에는 베를린 카로-피히텐그룬트선이 건설되어 베를린 북부선과 연결되었고, 카로역의 장거리선에 신호장이 건설되었다. 몇 년 후에 베를린 외곽순환선이 새로 건설되어 화물 외곽순환선의 기능을 대체했고, 이 노선은 카로역 남쪽의 카로 분기점(Karower Kreuz)에서 슈체친선과 교차한다. 카로역에서 외곽순환선의 양방향으로 연결선이 분기한다.
베를린 장벽 건설 이후 하이데크라우트선 열차는 바스도르프역에서 카로역 방면을 본선으로 사용했으며, 카로역의 장거리 열차선을 통과하여 블랑켄부르크역에 종착했다. 1976년에 블랑켄부르크역에 설치된 하이데크라우트선 승강장이 철거되면서 카로역 정차로 변경되었고, 이때부터 베를린 S반과 같은 승강장에 정차했다. 카로-바스도르프 및 반들리츠제까지의 구간은 전철화에서 베를린 S반에 편입하려는 계획은 실현되지 못했다.
2010년 7월 7일부터 북부 출입구 및 버스 승강장이 있는 새로운 역 광장이 개업했다. 베를린시와 독일 연방정부의 예산으로 역 개보수가 진행되었다. 이 과정에서 역 전체적인 점자 블록과 승강장 조명이 개선되었다.

### 미래
카로 분기점 일대에 새로운 베를린 카로어 크로이츠역이 건설될 예정이며, 지역간 열차 및 S반 S2 열차가 정차할 예정이다. 카로어 크로이츠역이 개통되면 더 이상 카로역에 RB 열차가 정차하지 않는다. 슈체친선 개량 공사 과정에서 역 건설 선시공부가 같이 건설되었으나, 카로어 크로이츠역의 착공 시기는 확정되지 않았다.

## 시설
장거리선 2선에는 승강장이 설치되어 있지 않고, S반선 2선에는 섬식 승강장이 설치되어 있다. S반 1번선 남쪽으로는 측선 110번선이 연결되어 있다. 역 남북으로는 양방향 건넘선이 설치되어 있어서 바스도르프 방면 열차가 역에 장시간 정차해 있을 때 반대 방향으로 운행할 수 있다. 하이데크라우트선은 이 역 북쪽에서 분기하며 S반선 위쪽을 입체 교차로 지나간다. 열차선은 남쪽에서 베를린 순환선의 양방향으로 연결된다. 2021년부터 슈체친선의 장거리선이 다시 복선이 되었다.

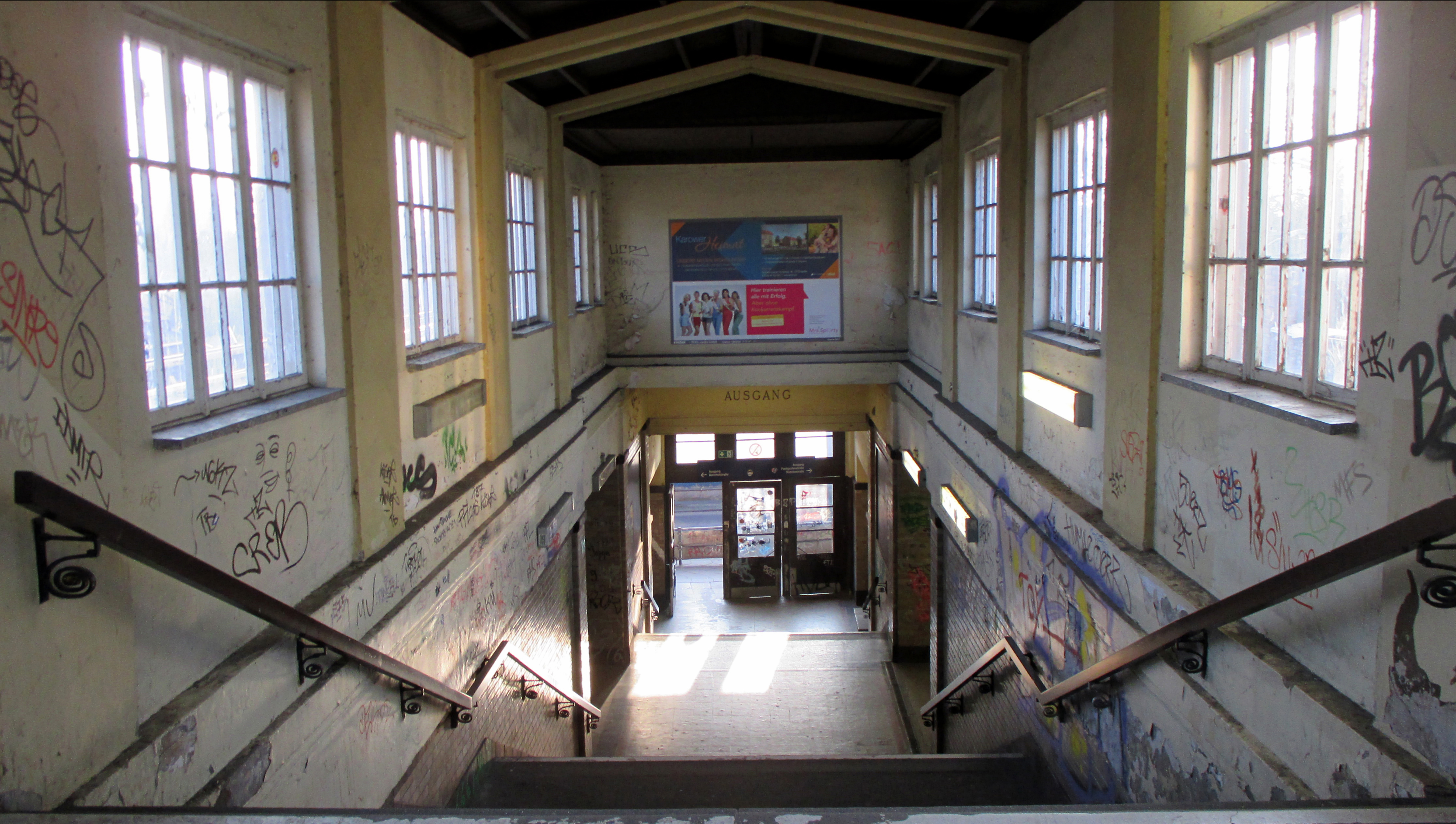
역사 내부
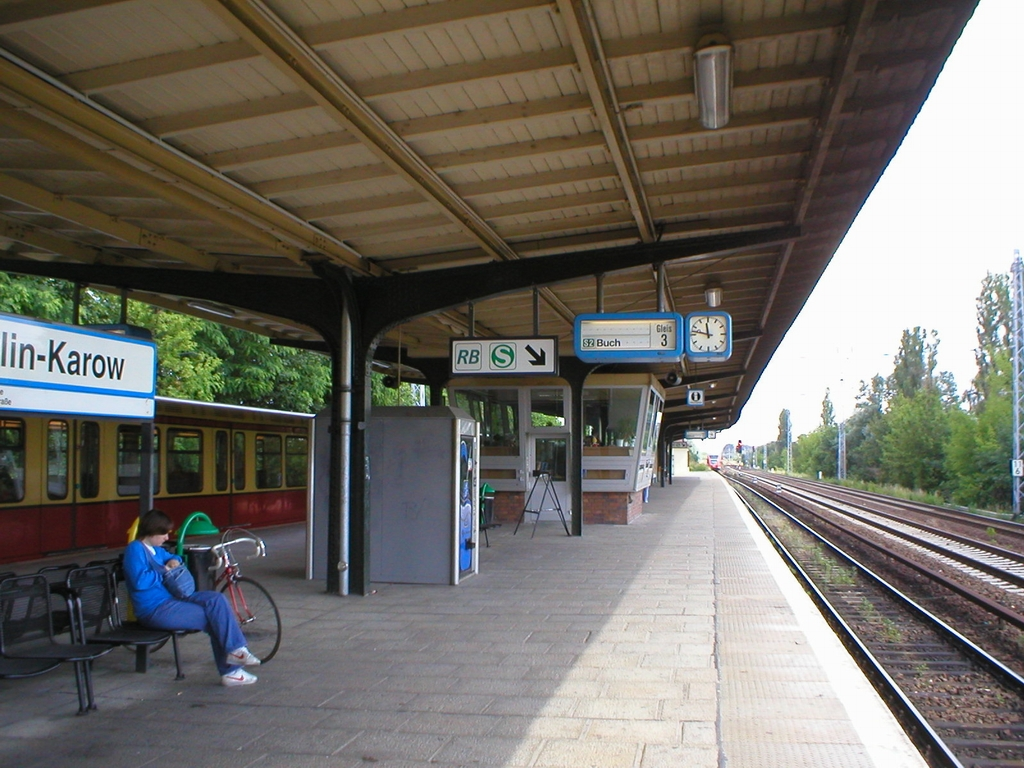
승강장: 동쪽 승강장(1번)에는 S반과 지역간 열차가 정차한다
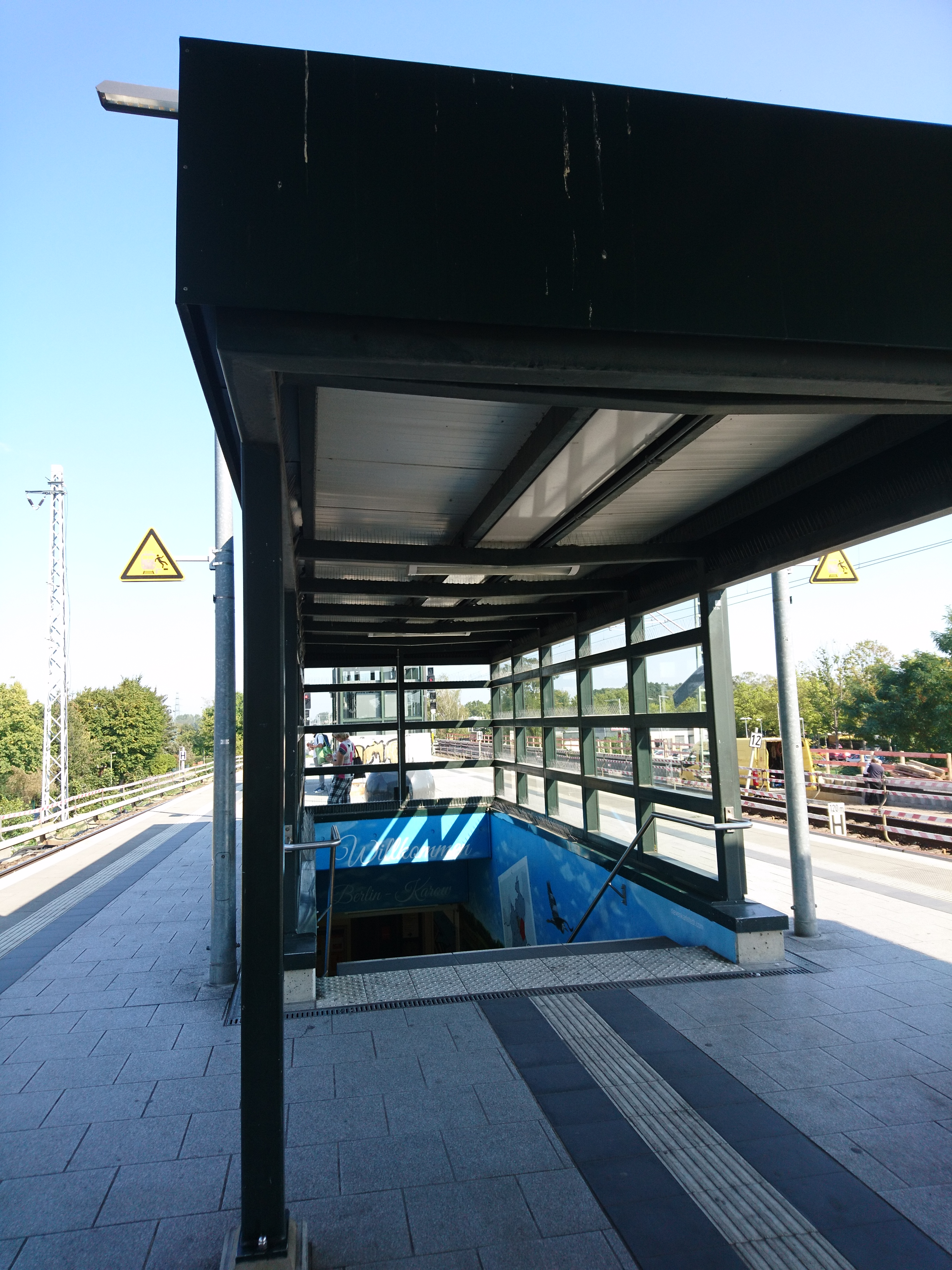
2010년에 추가 설치된 승강장 출입구

## 사고

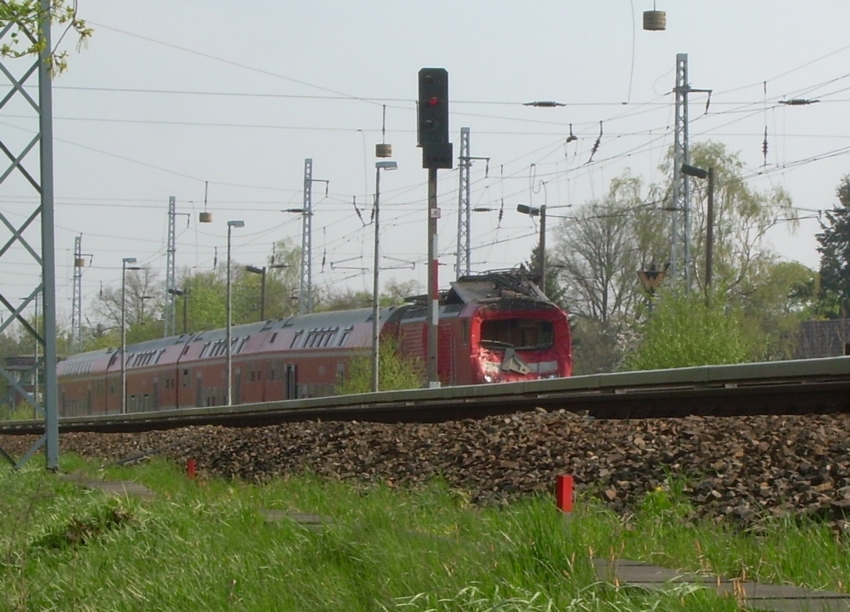
사고 이후 RE 열차

2009년 4월 16일 오후 10시 17분에 슈베트 방면에서 오던 약 80 km/h로 운행하던 RE 38399 열차가 PCK 정유소에서 출발하여 같은 방향으로 운행하고 있었던 약 40 km/h로 운행하던 FTZ 53185 화물 열차를 추돌했다. LPG조차 24량이 추돌 충격으로 인해 멈췄다. RE 열차의 선두 객차의 일부분은 기관차로 뚫고 들어갔다. 두 열차가 모두 탈선했으며 크게 손상을 입었다. 피해액은 약 80만 유로로 계산되었다. RE 열차의 승객 24명 중 11명이 경상을 입었고, 기관사는 중상을 입었다. 이 구간 관제사도 사고의 충격으로 병원에 입원했다.
사고 직전에 선로에 있었던 화물 열차는 카로역의 진입과 출발신호기 사이에서 약 10 km/h로 감속했다. 화물 열차 기관사는 진로가 잘못 현시되었다고 밝혔다. 당시 카로역 일대에서 진행 중인 공사로 인하여 우회했어야 했지만 관제사는 이 사실을 염두에 두지 않고 있었다. 진로를 수정한 후 관제사는 출발신호기에 출발을 현시했으나, 오류로 인하여 화물 열차 뒤편에 있었던 출발신호기에도 대기 없이 출발 신호를 현시했다.
화물 열차는 카로역 2번선의 진입과 출발 신호기 사이에서 약 10 km/h로 감속했다. 열차 기관사는 출발 신호기의 진로가 잘못 현시되었음을 알게 되었다. 당시 카로역 일대에서 진행 중인 공사로 진로가 변경되어야 했지만 관제사는 이 사실을 염두에 두고 있지 않았다. 관제사 측에서 진로를 변경한 후 화물 열차의 출발 신호기가 변경되었지만, 이와 동시에 진입 신호기에도 화물 열차가 출발하지 않은 상태에서 진행 신호를 현시해 버렸다. 그 결과 후행 RE 열차의 중계 신호기에 통과 신호가 현시되었고, RE 열차의 기관사가 속도를 높였으나 화물 열차와의 추돌이 불가피했다.
2011년 9월에 관제사의 책임을 물어서 1750유로 벌금형이 선고되었다.

## 인접 정차역
베를린 버스 350번과 환승할 수 있다.
| RB                             | RB    | RB                                         |
| ------------------------------ | ----- | ------------------------------------------ |
| 시·종착역                      | RB 27 | 쇠너린데 슈마흐텐하겐·그로스 쇠네베크 방면 |
| 베를린 S반                     |       |                                            |
| 부흐 베르나우 바이 베를린 방면 | S2    | 블랑켄부르크 블랑켄펠데 방면               |